# Вальнер, Артур Гансович
А́ртур Га́нсович Ва́льнер (эст. Artur Vallner, 18 октября 1887, Ревель — 4 ноября 1937, Сандармох, Карельская АССР) — русский революционер, деятель революционного движения в Эстонии, педагог высшей и средней школы. Репрессирован.

## Биография
Родился в рабочей семье, отец — слесарь Ревельских мастерских при Балтийской железной дороге. По национальности эстонец. Начальное образование получил в городском училище, среднее — в Ревельском реальном училище.
Окончил физико-математический факультет Санкт-Петербургского университета экстерном (1912). В 1912—1913 годах — студент металлургического отделения Петербургского политехнического института (ЦГИА СПб, Ф. 478, Оп. 3, Д. 974). В 1913 году отучился на педагогических курсах при Учительском институте и затем преподавал математику в Коммерческом училище.
В 1917 году вступил в РСДРП(б), был одним из организаторов широкомасштабной демонстрации эстонцев в Петрограде после Февральской революции 1917 года, в которой для Эстонии требовали автономии в составе Российского государства и в которой участвовало 40 000 эстонцев. Вальнер во время демонстрации носил сине-черно-белый флаг перед толпой.
1 июля 1917 года избран председателем Временного земского совета Эстляндии. В октябре 1917 года Вальнера сменил радикальный социалист Отто Страндман.

Члены Совета Эстляндской трудовой коммуны. Слева направо: Х. Пегельман, Я. Анвельт, О. Рястас, Й. Кясперт, М. Тракман, К. Мюльберг и А. Вальнер.

С декабря 1918 по январь 1919 года — комиссар просвещения Эстляндской трудовой коммуны. Ввёл бесплатное обучение родному языку в школах, расположенных на территории коммуны. Впервые директором Тартуского университета стал эстонский математик Яан Сарв, была создана комиссия по защите искусства, которую возглавил выдающийся эстонский скульптор Яан Коорт.
После поражения коммунистов в Освободительной войне эмигрировал в Советскую Россию.
С 1926 года преподавал в Ленинградском педагогическом институте имени Герцена. С 1930 года — профессор педагогики и методологии Ленинградского государственного университета, с 1933 года заведовал кафедрой педагогики. Занимал должность заместителя директора Педагогического финансово-экономического института.
15 августа 1936 года арестован и осуждён на десять лет лишения свободы, отбывал срок на Соловецких островах.
Расстрелян 4 ноября 1937 года.
Жена — Кларисса Вальнер (в девичестве Мартынова, 1889—1936) — филолог-финноугровед (эстонская филология, история эстонского языка), доцент ЛИЛИ и ЛИФЛИ, преподавала эстонский язык и литературу. Мужем сестры жены Элен (1887–1963) был архитектор и художник Карл Бурман; Мужем сестры жены Кете (1896–1979) был писатель А. Х. Таммсааре.